# Olympische Sommerspiele 2008/Teilnehmer (Albanien)
| Gelbes Symbol für Goldmedaillen mit stilisierten Olympischen Ringen | Graues Symbol für Silbermedaillen mit stilisierten Olympischen Ringen | Braundes Symbol für Bronzemedaillen mit stilisierten Olympischen Ringen |
| ------------------------------------------------------------------- | --------------------------------------------------------------------- | ----------------------------------------------------------------------- |
| —                                                                   | —                                                                     | —                                                                       |

Albanien nahm bei den Olympischen Sommerspielen 2008 in Peking zum sechsten Mal seit 1972 an einem olympischen Sommerturnier teil.
An diesen Spielen nahmen insgesamt elf Sportler des Komiteti Olimpik Kombëtar Shqiptar für Albanien teil. Fahnenträger bei der Eröffnungsfeier war der Ringer Sahit Prizreni.

## Teilnehmer nach Sportart

### Gewichtheben
| Athleten       | Wettbewerb       | Reißen                | Reißen                | Stoßen        | Stoßen        | Zweikampf     | Zweikampf     | Rang |
| Athleten       | Wettbewerb       | Gewicht               | Rang                  | Gewicht       | Rang          | Gewicht       | Rang          | Rang |
| -------------- | ---------------- | --------------------- | --------------------- | ------------- | ------------- | ------------- | ------------- | ---- |
| Frauen         |                  |                       |                       |               |               |               |               |      |
| Romela Begaj   | Klasse bis 58 kg | 98 kg                 | 3                     | 118 kg        | 6             | 216 kg        | 5             | 5    |
| Männer         |                  |                       |                       |               |               |               |               |      |
| Gert Trasha    | Klasse bis 69 kg | kein gültiger Versuch | kein gültiger Versuch | ausgeschieden | ausgeschieden | ausgeschieden | ausgeschieden | DNF  |
| Erkand Qerimaj | Klasse bis 77 kg | 154 kg                | 12                    | 187 kg        | 13            | 341 kg        | 13            | 13   |

### Judo
| Athleten       | Wettbewerb       | 1. Runde | 1. Runde | 2. Runde  | 2. Runde    | Hoffnungsrunde Achtelfinale / Achtelfinale | Hoffnungsrunde Achtelfinale / Achtelfinale | Hoffnungsrunde Viertelfinale / Viertelfinale | Hoffnungsrunde Viertelfinale / Viertelfinale | Hoffnungsrunde Halbfinale / Halbfinale | Hoffnungsrunde Halbfinale / Halbfinale | Finale / Platz 3 | Finale / Platz 3 | Rang |
| Athleten       | Wettbewerb       | Gegner   | Ergebnis | Gegner    | Ergebnis    | Gegner                                     | Ergebnis                                   | Gegner                                       | Ergebnis                                     | Gegner                                 | Ergebnis                               | Gegner           | Ergebnis         | Rang |
| -------------- | ---------------- | -------- | -------- | --------- | ----------- | ------------------------------------------ | ------------------------------------------ | -------------------------------------------- | -------------------------------------------- | -------------------------------------- | -------------------------------------- | ---------------- | ---------------- | ---- |
| Männer         |                  |          |          |           |             |                                            |                                            |                                              |                                              |                                        |                                        |                  |                  |      |
| Edmond Topalli | Klasse bis 81 kg | –        | –        | João Neto | 0000 - 1001 | ausgeschieden                              | ausgeschieden                              | ausgeschieden                                | ausgeschieden                                | ausgeschieden                          | ausgeschieden                          | ausgeschieden    | ausgeschieden    | 17   |

### Leichtathletik
Laufen und Gehen
| Athleten       | Wettbewerb | Vorlauf | Vorlauf | Viertelfinale | Viertelfinale | Halbfinale    | Halbfinale    | Finale        | Finale        | Rang |
| Athleten       | Wettbewerb | Zeit    | Rang    | Zeit          | Rang          | Zeit          | Rang          | Zeit          | Rang          | Rang |
| -------------- | ---------- | ------- | ------- | ------------- | ------------- | ------------- | ------------- | ------------- | ------------- | ---- |
| Frauen         |            |         |         |               |               |               |               |               |               |      |
| Klodiana Shala | 400 m      | 54,84 s | 7       | –             | –             | ausgeschieden | ausgeschieden | ausgeschieden | ausgeschieden | 46   |

Springen und Werfen
| Athleten       | Wettbewerb   | Qualifikation | Qualifikation | Finale        | Finale        | Rang |
| Athleten       | Wettbewerb   | Weite/Höhe    | Rang          | Weite/Höhe    | Rang          | Rang |
| -------------- | ------------ | ------------- | ------------- | ------------- | ------------- | ---- |
| Männer         |              |               |               |               |               |      |
| Dorian Çollaku | Hammerwerfen | 70,98 m       | 28            | ausgeschieden | ausgeschieden | 28   |

### Ringen
| Athleten                         | Wettbewerb       | 1. Runde | 1. Runde | Achtelfinale       | Achtelfinale | Viertelfinale | Viertelfinale | Halbfinale    | Halbfinale    | Hoffnungsrunde Viertelfinale | Hoffnungsrunde Viertelfinale | Hoffnungsrunde Halbfinale | Hoffnungsrunde Halbfinale | Hoffnungsrunde Finale | Hoffnungsrunde Finale | Finale        | Finale        | Rang |
| Athleten                         | Wettbewerb       | Gegner   | Ergebnis | Gegner             | Ergebnis     | Gegner        | Ergebnis      | Gegner        | Ergebnis      | Gegner                       | Ergebnis                     | Gegner                    | Ergebnis                  | Gegner                | Ergebnis              | Gegner        | Ergebnis      | Rang |
| -------------------------------- | ---------------- | -------- | -------- | ------------------ | ------------ | ------------- | ------------- | ------------- | ------------- | ---------------------------- | ---------------------------- | ------------------------- | ------------------------- | --------------------- | --------------------- | ------------- | ------------- | ---- |
| griechisch-römischer Stil Männer |                  |          |          |                    |              |               |               |               |               |                              |                              |                           |                           |                       |                       |               |               |      |
| Elis Guri                        | Klasse bis 96 kg | –        | –        | Karam Ibrahim      | 3:1          | Mirko Englich | 1:3           | ausgeschieden | ausgeschieden | ausgeschieden                | ausgeschieden                | ausgeschieden             | ausgeschieden             | ausgeschieden         | ausgeschieden         | ausgeschieden | ausgeschieden | 7    |
| Freistil Männer                  |                  |          |          |                    |              |               |               |               |               |                              |                              |                           |                           |                       |                       |               |               |      |
| Sahit Prizreni                   | Klasse bis 60 kg | –        | –        | Basar Basargurujew | 0:3          | ausgeschieden | ausgeschieden | ausgeschieden | ausgeschieden | ausgeschieden                | ausgeschieden                | ausgeschieden             | ausgeschieden             | ausgeschieden         | ausgeschieden         | ausgeschieden | ausgeschieden | 15   |

### Schießen
| Athleten      | Wettbewerb        | Qualifikation    | Qualifikation | Finale           | Finale        | Rang |
| Athleten      | Wettbewerb        | Ringe / Scheiben | Rang          | Ringe / Scheiben | Rang          | Rang |
| ------------- | ----------------- | ---------------- | ------------- | ---------------- | ------------- | ---- |
| Frauen        |                   |                  |               |                  |               |      |
| Lindita Kodra | Sportpistole 25 m | 570              | 35            | ausgeschieden    | ausgeschieden | 35   |

### Schwimmen
| Athleten     | Wettbewerb    | Vorlauf | Vorlauf | Halbfinale    | Halbfinale    | Finale        | Finale        | Rang |
| Athleten     | Wettbewerb    | Zeit    | Rang    | Zeit          | Rang          | Zeit          | Rang          | Rang |
| ------------ | ------------- | ------- | ------- | ------------- | ------------- | ------------- | ------------- | ---- |
| Frauen       |               |         |         |               |               |               |               |      |
| Rovena Marku | 50 m Freistil | 28,15 s | 5       | ausgeschieden | ausgeschieden | ausgeschieden | ausgeschieden | 58   |
| Männer       |               |         |         |               |               |               |               |      |
| Sidni Hoxha  | 50 m Freistil | 24,56 s | 2       | ausgeschieden | ausgeschieden | ausgeschieden | ausgeschieden | 63   |